# Noah Schnapp
Noah Cameron Schnapp (Scarsdale, 3 ottobre 2004) è un attore statunitense famoso per aver interpretato il ruolo di Will Byers nella serie televisiva Netflix Stranger Things. Altri suoi ruoli celebri includono la voce di Charlie Brown nel film d'animazione Snoopy & Friends - Il film dei Peanuts e il ruolo di Roger Donovan nel film drammatico Il ponte delle spie di Steven Spielberg.

## Biografia

### Inizi
Noah Schnapp è nato a Scarsdale, New York, Stati Uniti da Mitchell e Karine Schnapp. Ha una sorella gemella di nome Chloe. Schnapp è di origine marocchina ebraica da parte della madre e, poiché la sua famiglia è originaria di Montreal, possiede anche la cittadinanza canadese. La passione per la recitazione è iniziata quando aveva circa cinque anni, dopo aver visto Annie, produzione di Broadway. Ha quindi interpretato ruoli recitativi in recite scolastiche e in comunità. Quando aveva otto anni, il suo insegnante di recitazione gli suggerì di diventare professionista. I suoi genitori lo hanno quindi iscritto ad un programma di recitazione allo Star Kidz di Westchester con l'insegnante Alyson Isbrandtsen che lo ha presto citato in MKWS&D Talent Management per maggiori opportunità di carriera.

### Carriera
Noah Schnapp ha doppiato il personaggio principale, Charlie Brown, nel film Snoopy & Friends - Il film dei Peanuts del 2015. Il suo primo ruolo sul grande schermo è stato nel film drammatico storico Il ponte delle spie di Steven Spielberg, accanto a Tom Hanks. Nel 2016 è stato scelto per interpretare Will Byers nella serie Stranger Things dei fratelli Duffer, la serie televisiva web di fantascienza di Netflix. È stato riferito che, secondo il suo contratto, avrebbe ricevuto diecimila dollari per episodio nella prima stagione di Stranger Things. Lui e i co-protagonisti Finn Wolfhard, Gaten Matarazzo e Caleb McLaughlin hanno gareggiato l'uno contro l'altro in un episodio del 2017 del programma Lip Sync Battle della rete televisiva Spike. È stato promosso a series regular per la seconda stagione di Stranger Things, che è stata presentata in anteprima il 27 ottobre 2017. Ha recitato in film indipendenti come Abe nel 2019 e Aspettando Anya nel 2020. Sempre nel 2020 è apparso nel film Hubie Halloween. Nel 2023 recita nel film The Tutor.

## Vita privata
Il 5 gennaio 2023 fa coming out su TikTok, dichiarando di essere gay.

## Filmografia

### Attore

#### Cinema
- Il ponte delle spie (Bridge of Spies), regia di Steven Spielberg (2015)
- The Circle, regia di Sheldon Wong Schwartz - cortometraggio (2018)
- We Only Know So Much, regia di Donal Lardner Ward (2017)
- Abe, regia di Fernando Andrade (2019)
- Aspettando Anya (Waiting for Anya), regia di Ben Cookson (2020)
- Hubie Halloween, regia di Steven Brill (2020)
- The Tutor, regia di Jordan Ross (2023)

#### Televisione
- Asesinato en el Hormiguero Express, regia di Pablo Motos e Jorge Salvador – cortometraggio TV (2018)
- Stranger Things – serie TV, 30 episodi (2016-2025)

#### Video musicali
| Anno | Titolo         | Artista             | Note |
| ---- | -------------- | ------------------- | ---- |
| 2016 | LA Devotee     | Panic! at the Disco |      |
| 2018 | In My Feelings | Drake               |      |

### Doppiatore
- Snoopy & Friends - Il film dei Peanuts (The Peanuts Movie), regia di Steve Martino (2015)
- The Peanuts Movie: Snoopy's Grand Adventure — videogame (2015)
- Legend of Hallowaiian, regia di Sean Patrick O'Reilly (2018)

## Riconoscimenti
| Anno | Premio                     | Categoria                                                                       | Lavoro            | Risultato       | Note   |
| ---- | -------------------------- | ------------------------------------------------------------------------------- | ----------------- | --------------- | ------ |
| 2016 | Young Entertainer Awards   | Best Young Ensemble Cast – Voice Over                                           | The Peanuts Movie | Vincitore/trice | [ 21 ] |
| 2017 | Young Entertainer Awards   | Best Young Ensemble Cast – Television Series                                    | Stranger Things   | Vincitore/trice | [ 21 ] |
| 2017 | Young Artist Awards        | Miglior performance in una serie televisiva digitale – Attore adolescente       | Stranger Things   | Candidato/a     | [ 22 ] |
| 2017 | Screen Actors Guild Awards | Miglior cast in una serie drammatica                                            | Stranger Things   | Vincitore/trice | [ 23 ] |
| 2018 | Screen Actors Guild Awards | Miglior cast in una serie drammatica                                            | Stranger Things   | Candidato/a     | [ 24 ] |
| 2018 | Gold Derby Awards          | Miglior attore non protagonista drammatico                                      | Stranger Things   | Candidato/a     | [ 25 ] |
| 2018 | Gold Derby Awards          | Miglior interprete dell'anno                                                    | Stranger Things   | Candidato/a     | [ 25 ] |
| 2018 | MTV Movie & TV Awards      | Miglior performance più terrorizzante                                           | Stranger Things   | Vincitore/trice | [ 26 ] |
| 2018 | MTV Movie & TV Awards      | Miglior duo (con Gaten Matarazzo, Finn Wolfhard, Caleb McLaughlin e Sadie Sink) | Stranger Things   | Candidato/a     | [ 27 ] |
| 2019 | Teen Choice Awards         | Miglior attore in una serie TV dell'estate                                      | Stranger Things   | Vincitore/trice | [ 28 ] |

## Doppiatori italiani
Nelle versioni in italiano delle opere in cui ha recitato, Noah Schnapp è stato doppiato da:
- Giulio Bartolomei in Aspettando Anya , Hubie Halloween
- Emanuele Suarez in Stranger Things (2ª voce), Abe
- Gabriele Caprio ne Il ponte delle spie
- Lorenzo Farina in Stranger Things (1ª voce)

Da doppiatore è sostituito da:
- Giulio Bartolomei in Snoopy & Friends - Il film dei Peanuts, Angry Birds - il film